# Pierre-Maximilien Simon
Pierre-Maximilien Simon est un homme politique français né le 11 février 1757 à Mons-Boubert (Somme) et décédé le 4 décembre 1810 à Ménonval (Seine-Maritime).
Laboureur, il est député du tiers état aux états généraux de 1789, pour le bailliage de Caux. Il siège dans la majorité.

## Sources
- « Pierre-Maximilien Simon », dans Adolphe Robert et Gaston Cougny, Dictionnaire des parlementaires français, Edgar Bourloton, 1889-1891 [détail de l’édition]